# Corine (album)
Pour les articles homonymes, voir Corine.
Albums de Corine Marienneau
Rocks (Bertignac et les Visiteurs)
(1990)
Corine est l'unique album solo de Corine Marienneau sorti en 2002.

## Genèse et enregistrement
Après la séparation du groupe Téléphone, puis celui des Visiteurs qu'elle formait avec Louis Bertignac, la bassiste Corine Marienneau se retire provisoirement du milieu de la musique.
À partir de 1993, elle commence à travailler sur des titres après avoir fait un retour sur scène et de nombreuses apparitions médiatiques pour parler de son expérience dans le rock. Elle redevient discrète après l'échec de la réunion des vingt ans de Téléphone.
Alors que Corine Marienneau continue d'écrire ses chansons, elle souhaite la collaboration de Louis Bertignac pour son album. Cependant, ce dernier est occupé dans la tournée de son album Bertignac '96. En 1999, la réalisation de son album commence enfin. En fait, certaines chansons datent des années 1980, du temps de Téléphone ou des Visiteurs.
Les chansons, composés à la guitare ou au piano, font un bilan personnel. Ses amis Louis Bertignac et l'accordéoniste Marc Berthoumieux ainsi que le bassiste Cyril Denis et le pianiste Loy Ehrlich sont présents sur l'album, qui est produit par le premier.
À l'été 1999, cinq titres sont déjà bien avancés. L'enregistrement qui a lieu à Paris s'étale sur 1999 et 2000, selon les disponibilités de Louis Bertignac. Finalement, l'album contient douze chansons, dont une reprise de Stephen Stills et une adaptation de La Marseillaise sous le nom de Berceuse.

## Parution et réception
Bien qu'enregistré entre 1999 et 2000, l'album sort avec un an de retard chez Atmosphériques le 22 janvier 2002 à cause de problèmes de distribution. 
À sa sortie, les critiques sont mitigées. « douze chansons inédites, cosignées Bertignac, qui commencent nettement mieux (le très agréable Les hommes que j'aime) qu'elles ne s'achèvent (une Berceuse incongrue en forme de Marseillaise) »,. L'album reste relativement confidentiel.

## Liste des chansons
| 1.  | Les Hommes que j'aime | Corine Marienneau / Corine Marienneau - Louis Bertignac                           | 2:50 |
| 2.  | Inachevés             | Corine Marienneau - A. Escobar / Corine Marienneau - Louis Bertignac              | 3:41 |
| 3.  | Je suis femme         | Corine Marienneau - A. Escobar / Corine Marienneau - Louis Bertignac              | 4:07 |
| 4.  | QQJTM                 | Corine Marienneau - A. Escobar / A. Ehrlich - Corine Marienneau - Louis Bertignac | 4:10 |
| 5.  | L'Étranger            | Corine Marienneau / Corine Marienneau - Louis Bertignac                           | 3:25 |
| 6.  | Te dire               | Corine Marienneau / Corine Marienneau - Louis Bertignac                           | 5:03 |
| 7.  | Pauvre Cœur           | Corine Marienneau / Corine Marienneau - Cyril Denis - Louis Bertignac             | 3:15 |
| 8.  | Elle est là           | Corine Marienneau - A. Escobar / Corine Marienneau - Louis Bertignac              | 3:27 |
| 9.  | You Don't Have to Cry | Stephen Stills                                                                    | 2:46 |
| 10. | Petit Homme           | Corine Marienneau / Corine Marienneau - Bruno Delport - Louis Bertignac           | 4:28 |
| 11. | Salut à toi           | Corine Marienneau / Corine Marienneau - Louis Bertignac                           | 4:34 |
| 12. | Berceuse              | Rouget de l'Isle                                                                  | 1:41 |

## Personnel
- Corine Marienneau : chant, basse, clavier
- Louis Bertignac : guitare, chœurs, batterie (?)
- Cyril Denis : basse
- Loy Ehrlich : clavier, piano
- Marc Berthoumieux : guitare classique, accordéon